# Pospešek
Pospéšek (oznaka a) je v fiziki kontravariantna vektorska količina, ki podaja spreminjanje hitrosti telesa v prostoru v časovni enoti. Pospeški so vektorske količine (saj imajo velikost in smer).
Pospešek merimo v metrih na sekundo na kvadrat ali drugih izpeljanih enotah. 
Povprečni pospešek pri gibanju izračunamo tako, da spremembo hitrosti Δv delimo s časom t, potrebnim za spremembo:
{\displaystyle {\overline {a}}={\frac {\Delta v}{t}}}
Če je tir telesa podan kot funkcija časa, r = r(t), lahko trenutni pospešek izračunamo kot drugi odvod lege po času:
{\displaystyle \mathbf {a} (t)={\frac {d^{2}\mathbf {r} (t)}{dt^{2}}}}
Pri premem enakomernem gibanju je pospešek enak nič, pri pospešenem gibanju pa je od nič različen. Poseben primer pospešenega gibanja je enakomerno pospešeno gibanje, pri katerem je pospešek konstanten. Zgled za pospešeno gibanje je enakomerno kroženje, pri katerem sicer ostaja pospešek po velikosti konstanten, spreminja pa se po smeri.